# Інтинський ВТТ
Інтинський ВТТ (рос. Интинлаг, Интлаг, Интастрой, Инталаг) — структурна одиниця системи виправно-трудових таборів Народного комісаріату внутрішніх справ СРСР (ГУЛАГ НКВД). Виділений зі складу Воркутинського ВТТ 17 листопада 1941 року, до складу якого Інта входила окремим підрозділом. Перший начальник — капітан ГБ Здуніс М. С.
30.10.48 всі табірні підрозділи, виробничі та господарські об'єкти передані в Мінеральний табір.

## Виробництво
- розробка та експлуатація Інтинського вугільного родовища,
- будівництво Інтинської ЦЕС, підсобні с/г роботи (на 11.09.42),
- роботи колишнього ЩУГОРСЬКОГО ВТТ, який 15.09.45 був виділений зі складу Інтабуду, існував до кінця 1946 і знову був влитий в Інтабуд (рос. Интастрой).

## ОУН-Північ
Підпільну організацію «ОУН-Північ» (друга назва — «Заполярний Провід ОУН») створив Михайло Сорока. Вона боролася за права політичних в'язнів, допомагала їм виживати, зберігати самобутність, готувала страйки й повстання. Це стало однією з причин відокремлення за наказом № 00219 МВС СРСР від 28.02.1948 р. політичних в'язнів від карних. З арештом М.Сороки 15.12.1952 «ОУН-Північ» не була викрита повністю.

Одним з її продовжень була підпільна українська організація («Об'єднання»), яка виникла 1956 р. в м. Інта, Комі АРСР. Складалася з молодих політв'язнів, які щойно вийшли з ув'язнення на заслання або повернулися в Комі, побувавши в Україні, де їх не прописували і не надавали їм роботи. Ґрунтувалася на засадах ОУН. Мала статут і програму. Мета: сприяти поваленню окупаційної більшовицької влади і створенню Української самостійної соборної держави. Засоби діяльності: роз'яснювальна робота, підпільні семінари, поширення листівок, просвітницьких збірок, памфлетів тощо. «Об'єднання» мало саморобну портативну друкарню, яку змайстрував Василь Бучковський.